# Freccia Vallone femminile 2021
La Freccia Vallone femminile 2021, ventiquattresima edizione della corsa e valevole come settima prova dell'UCI Women's World Tour 2021 categoria 1.WWT, si svolse il 21 aprile 2021 su un percorso di 130,2 km, con partenza da Huy e arrivo al Muro di Huy, in Belgio. La vittoria fu appannaggio dell'olandese Anna van der Breggen, la quale completò il percorso in 3h28'27", alla media di 37,477 km/h, precedendo la polacca Katarzyna Niewiadoma e l'italiana Elisa Longo Borghini.
Sul traguardo del Muro di Huy 83 cicliste, su 140 partite da Huy, portarono a termine la competizione.

## Squadre e corridori partecipanti
| N.      | Cod. | Squadra                   |
| ------- | ---- | ------------------------- |
| 1-6     | SDW  | Team SD Worx              |
| 11-16   | FDJ  | FDJ Nouvelle-Aquitaine    |
| 21-26   | TFS  | Trek-Segafredo            |
| 31-36   | CSR  | Canyon-SRAM Racing        |
| 41-46   | DSM  | Team DSM                  |
| 51-56   | JVW  | Jumbo-Visma Women Team    |
| 61-66   | MOV  | Movistar Team Women       |
| 71-76   | BEX  | Team BikeExchange         |
| 81-86   | TIB  | Team Tibco-SVB            |
| 91-96   | ALE  | Alé BTC Ljubljana         |
| 101-106 | LIV  | Liv Racing                |
| 111-116 | WNT  | Ceratizit-WNT Pro Cycling |

| N.      | Cod. | Squadra                         |
| ------- | ---- | ------------------------------- |
| 121-125 | LSL  | Lotto-Soudal Ladies             |
| 131-136 | VAL  | Valcar-Travel & Service         |
| 141-146 | PHV  | Parkhotel Valkenburg            |
| 151-156 | MNX  | A.R. Monex Women's              |
| 161-166 | DRP  | Drops-Le Col s/b TEMPUR.        |
| 171-176 | ARK  | Arkéa Pro Cycling Team          |
| 181-186 | CGS  | Cogeas-Mettler Pro Cycling Team |
| 191-194 | CCT  | Bingoal Casino-Chevalmeire      |
| 201-205 | DVE  | Doltcini-Van Eyck-Proximus CT   |
| 211-216 | RLW  | Rally Cycling Women             |
| 221-226 | BPK  | BePink                          |
| 231-236 | ASC  | Andy Schleck-CP NVST            |

## Ordine d'arrivo (Top 10)
| Pos. | Corridore             | Squadra      | Tempo    |
| ---- | --------------------- | ------------ | -------- |
| 1    | Anna v. d. Breggen    | SD Worx      | 3h28'27" |
| 2    | Kat. Niewiadoma       | Canyon       | a 2"     |
| 3    | Elisa Longo Borghini  | Trek         | a 6"     |
| 4    | Annem. van Vleuten    | Movistar     | s.t.     |
| 5    | Mavi García           | Alé          | a 22"    |
| 6    | Juliette Labous       | DSM          | a 28"    |
| 7    | Ruth Winder           | Trek         | a 31"    |
| 8    | Cecilie Uttrup Ludwig | FDJ          | a 32"    |
| 9    | Amanda Spratt         | BikeExchange | a 35"    |
| 10   | Demi Vollering        | SD Worx      | a 42"    |